# Subtilisin
Subtilisin ist der Name einer Gruppe von Enzymen, die zur weiteren Gruppe der Serinproteasen gehört und deren katalysierte Reaktion daher die Spaltung von Proteinketten ist. Sie kommen hauptsächlich in Bakterien der Gattung Bacillus vor und werden seit Jahrzehnten industriell u. a. in Reinigungs- und Waschmitteln verwendet oder um Protein aus unzugänglichen oder ungenießbaren Tierteilen zu extrahieren oder diese mürbe zu machen.

## Vorkommen
Eine große Anzahl verschiedener Subtilisine und ähnlicher Enzyme wurden aus Bakterien der Gattung   Bacillus isoliert, insbesondere den Arten B. subtilis (Subtilisin E), B. lentus, B. licheniformis (Subtilisin Carlsberg, Alcalase®), B. amyloliquefaciens, aber auch aus den Schimmelpilzen Tritirachium album, Thermoactinomyces vulgaris. Alle diese Mikroorganismen kommen natürlich im Erdboden vor und die Subtilisine dienen ihnen zum Abbau von Proteinen außerhalb der Zelle.
Die in dem Pseudoalteromonas-Stamm PAMC 21717 identifizierte kälteaktive Protease Pro21717 zeigt ebenfalls eine Subtilisin-ähnliche Faltung ihrer katalytischen Domäne.

## Verwendung
Subtilisine werden u. a. als Entferner proteinhaltiger Flecken in Waschmitteln in der Konzentration von ein bis fünf Milligramm pro Liter Waschflüssigkeit eingesetzt und es wurden daher mehrere Hundert Tonnen pro Jahr industriell produziert. Neuere künstliche Varianten erlauben eine Reduktion der verwendeten Menge bei gleicher Effizienz.
Subtilisine sind als Zusatzstoffe (sog. Verdaulichkeitsförderer) für Futtermittel für Legehennen zugelassen.